# Gardone Riviera
Gardone Riviera (Gardù de Riera in dialetto gardesano) è un comune italiano di 2 618 abitanti della provincia di Brescia in Lombardia. Ha una superficie territoriale con un'altimetria che varia dai 65 m s.l.m. ai 1.100 m s.l.m.
È una delle principali località turistiche del lago di Garda.
Famoso nel territorio il Vittoriale degli Italiani, dimora di Gabriele D'Annunzio divenuta attualmente una fondazione aperta al pubblico con circa 210.000 visitatori annuali.

## Geografia fisica

### Territorio

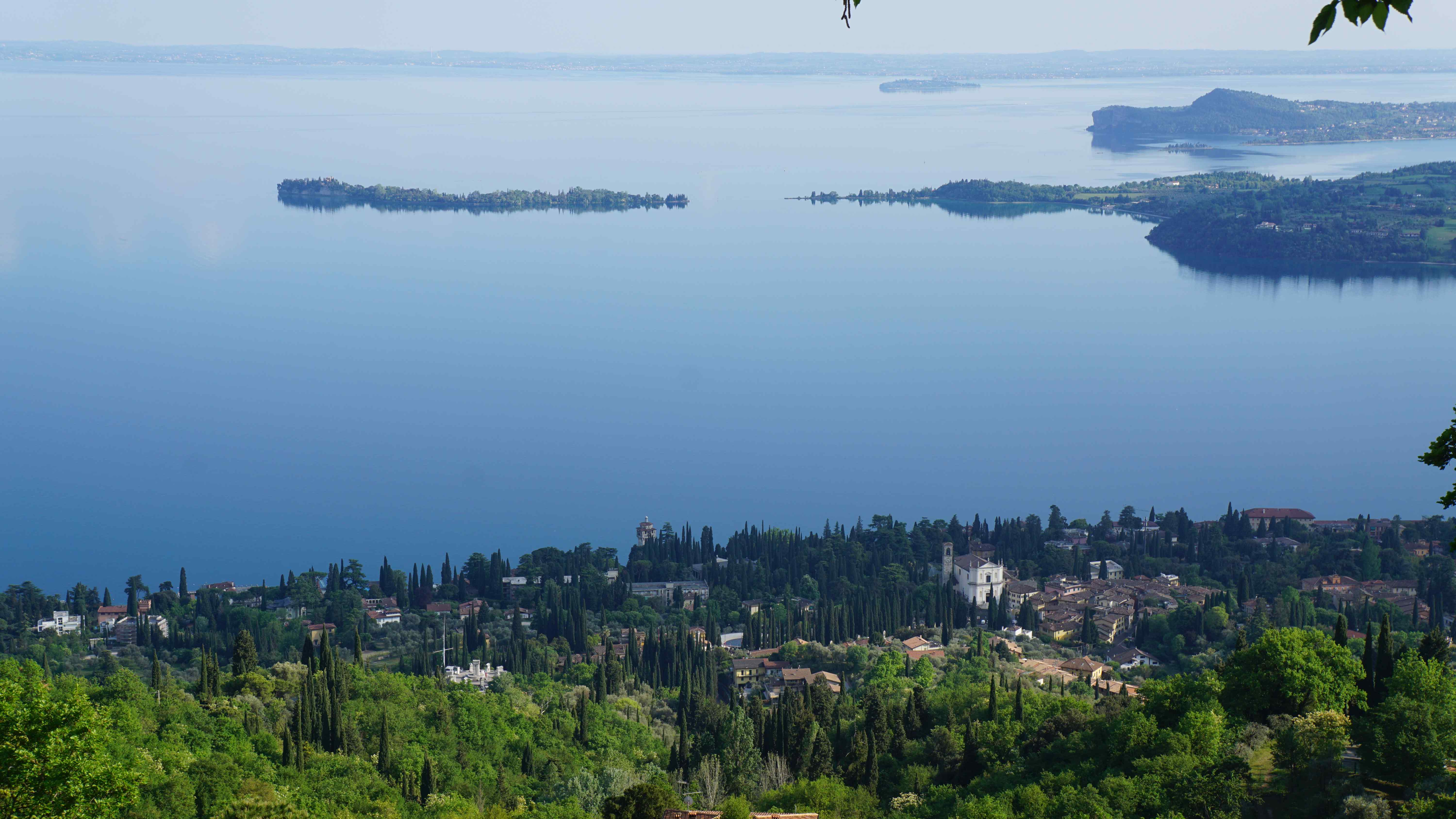
Immagine di Gardone Riviera

Rispetto al capoluogo è in posizione nord-est a una distanza di 40 chilometri. È situata sulla sponda bresciana (occidentale) del lago di Garda. Fa parte del Parco regionale dell'Alto Garda Bresciano.

### Clima
Il comune è affacciato sul lago di Garda, lei cui acque di superficie accumulano calore, che viene restituito nelle stagioni fredde, ciò permette la presenza di colture di tipo mediterraneo come gli ulivi e gli agrumi. La particolare orografia ripara Gardone dai venti freddi, come è dimostrato dalla presenza di palme, banani, agavi, alberi secolari di canfora ed il cappero, che fiorisce sui muri esposti a sud. Fu questo clima mite e salubre a permettere la trasformazione da povero paese agricolo in stazione turistica rinomata, a partire dalla fine dell'800, quando i medici di tutta Europa ricercavano località adatte alla cura delle malattie polmonari, che colpivano persone di tutte le classi sociali.

## Storia
Le alture nei pressi di Gardone Riviera furono abitate fin dall'età del bronzo, come dimostrano gli scavi archeologici condotti nel 2017 dall'Università di Padova e Pisa nell'area del monte Castello alle spalle della frazione di S. Michele in val di Sur. Qui sono stati trovati elementi in terracotta legati alla filatura, il manico di un falcetto per la mietitura e scorie di fusione che testimoniano attività metallurgica.
Nella frazione di Fasano furono ritrovate lapidi di epoca romana, quando lungo le sponde del lago sorgevano grandi ville, come quella dei Nonii Arii, i cui resti sono tuttora visibili nei pressi della chiesa parrocchiale di Toscolano Maderno. Archiviato il 13 aprile 2017 in Internet Archive.
Durante il medioevo fu territorio longobardo, come testimonia la dedica a S. Michele di una cappella sulla collina; il nome stesso del comune sembra derivare dal termine warda, ovvero fortezza o presidio militare. Sicuramente permane un castello in val di Sur, come testimoniato da un documento del 1420. Dopo le invasioni degli Ungheri nella fine del sec. X, anche a Gardone si suppone venisse eretto un forte-castello nella Contrada. Un resto di bastione è tuttora ben conservato nella strada Torricella. Il documento più antico che richiami l'attenzione su un lembo di terra gardonese è il diploma del 958 col quale Berengario II e Adalberto confermano al monastero di Leno i suoi possedimenti sulle rive del lago, fra i quali vi è la Valle di Surro. Beni in Gardone venivano acquistati con atto di permuta del maggio 1038 dal vescovo Olderico, che ne fece dono al monastero di S. Eufemia a Brescia. Il monastero dei SS. Cosma e Damiano ebbe beni specie in Morgnaga e in Fasano. Il vescovo di Brescia affidò il feudo agli Ugoni, famiglia bresciana legata ai Martinengo. In quest'epoca il borgo faceva parte di un ente sovra-comunale che riuniva i comuni rivieraschi del Garda bresciano denominato Magnifica Patria della riviera di Salò. Privilegi risalenti alla prima metà del XIV secolo facevano riferimento alla “riperia” come a istituzione definita, mentre si ha notizia che nel 1334 fu decisa la riforma degli statuti della riviera. Gli statuti noti più antichi risalgono tuttavia al 1351. Sotto la dominazione viscontea venivano inviati un capitano e un podestà con il compito di amministrare la giustizia.

### La Magnifica Patria
In età veneta, a partire dal 1521, la Magnifica Patria mantenne condizioni di privilegio rispetto al resto del territorio bresciano. I trentaquattro comuni che appartenevano alla riviera erano suddivisi in sei quadre, ognuna delle quali eleggeva i propri rappresentanti nel consiglio generale. Dal consiglio generale erano poi eletti i deputati, cui spettava la gestione degli affari ordinari e l’esecuzione delle delibere del consiglio. Dal punto di vista giurisdizionale, dopo lunghe controversie con la città, fu stabilito che il provveditore inviato da Venezia amministrasse la giustizia criminale su Salò e i comuni della riviera, il podestà inviato da Brescia era invece competente per la giustizia civile. Gardone con Toscolano era nella quadra di Maderno, con l'esenzione delle tasse per il mantenimento degli uomini d'armi, e nel 1581 era il più popoloso dei comuni della quadra con 1 402 abitanti, Maderno 756 Tusculano 1061.
In questo periodo fiorisce la coltivazione degli agrumi lungo tutta la riviera. “Ha nella Riva del lago per forse diece miglia da Salò a Gargnano molti giardini, che di amenità non cedono a quei che scrissero poeti di Atlante, di Alcinoo, e dell'Hesperidi, copiosi in ogni stagione dell'anno di tutti quei pomi che hanno scorza d'oro, Limoni, Aranzi, pomi di Adamo ….
Lungo i torrenti sorgono mulini e fucine: sono ancora visibili lungo il corso inferiore del Barbarano i ruderi di una di queste officine specializzate nella fornitura di "ferrarezze", per lo più chiodi, alla Serenissima Repubblica. Dice il Grattarolo nel 1587 che facevano "tal rumore che chi passa, e specialmente di notte, para appunto di passar tra Mongibello" (l'Etna).
La pax veneziana si interrompe nel 1704, durante la guerra di successione spagnola, il territorio vede le scorribande dovute al passaggio degli imperiali e dei franco-spagnoli nel triangolo Monte Maderno, Fasano (accampamento tedesco) e Salò (accampamento Franco-Ispano). Il 23 aprile 1706 presso la rocchetta di Bornico avvenne una battaglia fra i Tedeschi, i quali arrivavano fino a Monte Maderno, ed i Gallo-Ispani, che si erano spinti a Fasano fino a Bezzuglio. I Gallo-Ispani rimasero sconfitti e furono ricacciati oltre Salò con gravi perdite. Gardone e Fasano vennero saccheggiati.

### Repubblica Cisalpina e Regno Lombardo Veneto
Gardone subì un altro saccheggio nel 1797 da parte dei Francesi uniti ai Bresciani, avendo rifiutato con Salò ed altri Comuni della Riviera di ribellarsi a Venezia. Il Governo Provvisorio Bresciano costituì il Cantone del Benaco, poi aggregato alla Repubblica Cisalpina. Dal 1815 passa sotto il dominio dell'Austria nel Regno Lombardo Veneto. In questo periodo diviene sempre più importante la coltivazione degli agrumi, nel 1851 si contano 54 limonaie per 2,75 ettari e 1375 campi. I limoni, gli aranci, i cedri si vendono bene nel mercato nordico. Nel 1855 la gommosi comincia ad intaccare le coltivazioni: fu una catastrofe. Solo a partire dal 1873 si cominciò ad innestare l'arancio amaro, resistente alla gommosi ed alcune limonaie tornarono in attività.

### Gardone italiana
Gardone viene annessa con la Lombardia al Regno di Sardegna nel 1859 e diviene italiana nel 1861, ma la fortuna del borgo ebbe inizio con l'arrivo della famiglia italo austriaca dei Wimmer. Luigi ed Emilia Wimmer nel 1877 comperarono la tenuta del Cargnacco, in seguito acquistata da d'Annunzio: essi si trasferirono ufficialmente da Brescia a Gardone nel 1880. Nel 1881 apre il loro primo albergo: Il Pizzocolo. Luigi Wimmer diviene sindaco nel 1881 ed accelera la trasformazione della cittadina, ponendo le basi della città giardino, con la creazione di passeggiate nel verde.
Sotto l'impulso di questo ingegnere e soprattutto della moglie Emilia Holzgärtner, il paese si trasforma, vengono coinvolti amici e conoscenti, dapprima ospiti dell'albergo e poi residenti attirati dal clima dolce e dalla possibilità di acquistare terreni a cifre ragionevoli. Saranno soprattutto medici, come il dottor Rodhen e Koeniger a diffondere i pregi della località sulle riviste specialistiche tedesche, come stazione climatica invernale adatta a persone dalla salute delicata. Il dottor Karl Koeniger acquista un edificio settecentesco con ampio giardino, affidando il progetto ad Angelo Fuchs, lo trasforma in stabilimento di cura con 30 camere - Villa Primavera - oggi l'edificio ospita il municipio del paese. Con Rhoden, che si è stabilito sulla riva del lago a villa Rhuland, fonda il Kurverein “Comitato per la Stazione climatica di Gardone Riviera” che operò per la promozione di opere pubbliche con i denari raccolti con la Kurtaxe (primo esempio di tassa di soggiorno in Italia).
Dopo la morte prematura di Wimmer la signora Emilia amplierà l'albergo di famiglia fondando il Grand hotel Gardone Riviera, luogo prediletto per le vacanze dei tanti ospiti che dalla Mitteleuropa e dalla Russia soggiorneranno nel borgo gardesano.

### Gardone Mitteleuropea
Nella Belle Époque molte famiglie austriache e tedesche costruirono splendide residenze in riva al Lago. I Langensiepen, industriali della Westfalia, costruttori di pompe, acquistarono villa Ruhland e l'uliveto a monte, ove l'architetto Heinrich Schäfer realizzerà la splendida villa in stile neoclassico oggi nota come Villa Alba, immersa in un parco di 70000 m² con torre belvedere e darsena, ribattezzata da d'Annunzio Torre San Marco. Max Langensiepen, appassionato di botanica, avvia un'attività vivaistica e di esportazione verso i mercati nordici di palme e piante mediterranee in vaso.

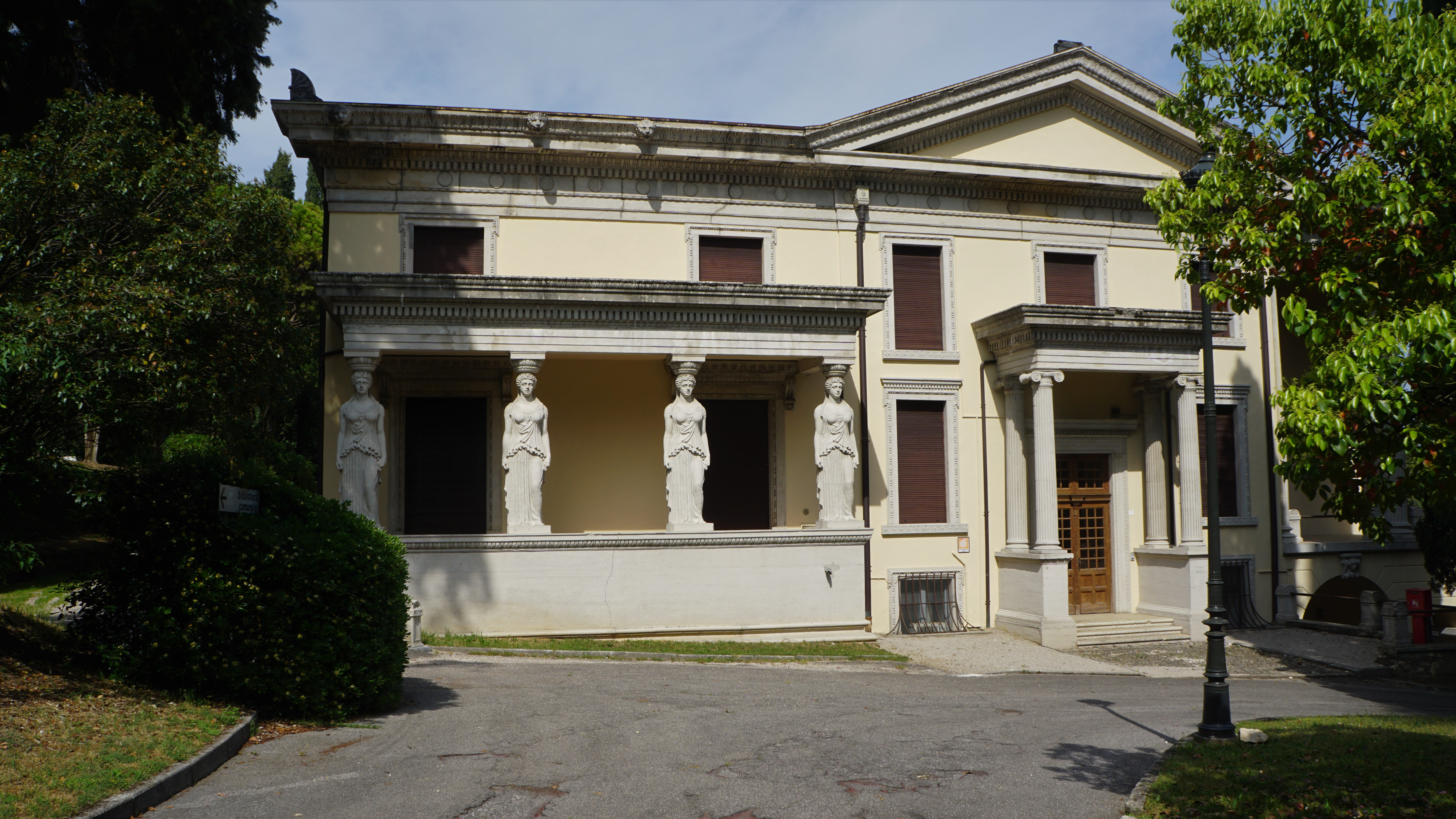
L'eretteo di Villa Alba Gardone Riviera

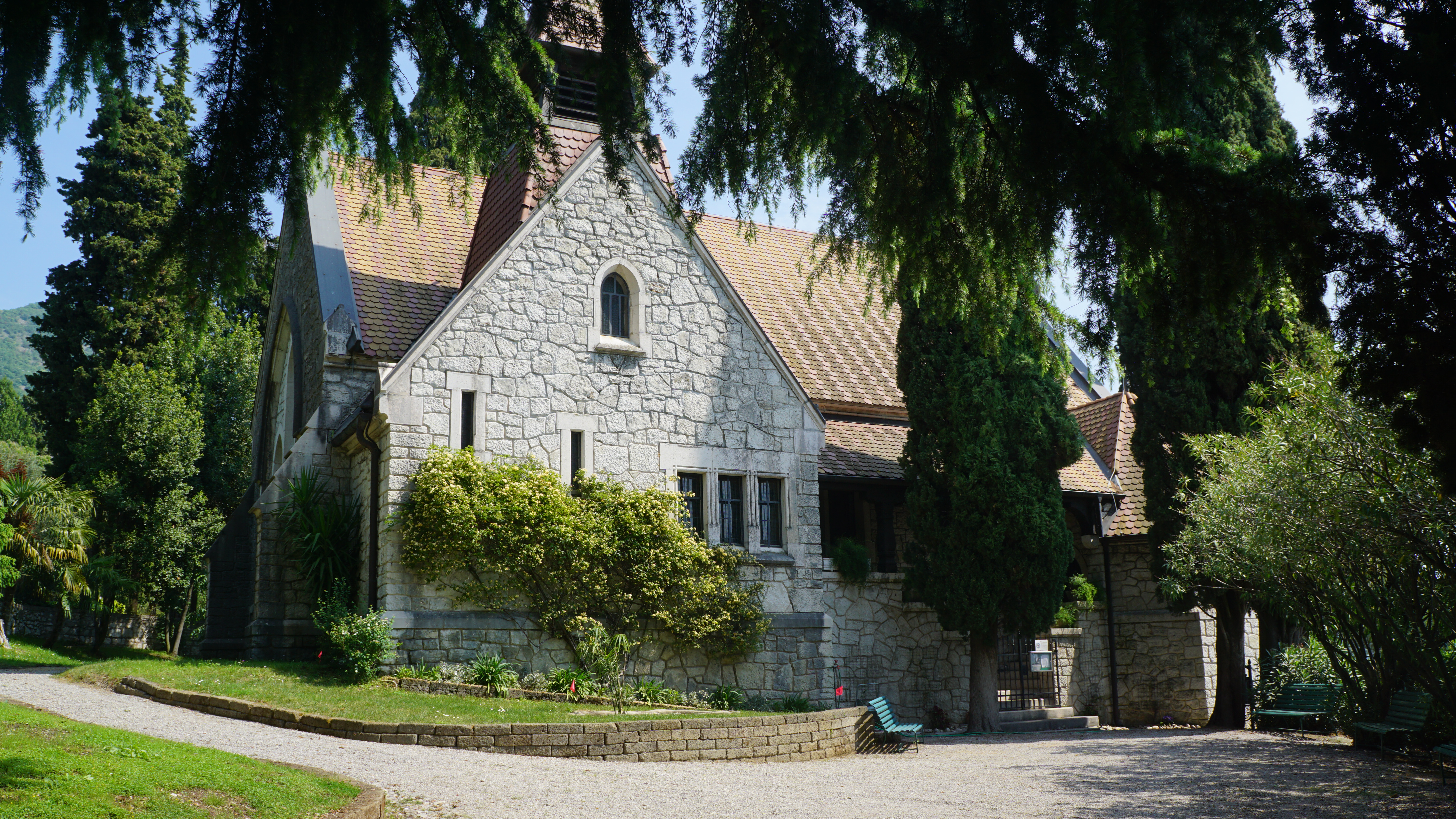
La Chiesa Evangelica di Gardone Riviera

Nel 1897 viene aperta al culto una chiesa evangelica progettata dall'architetto danese Aage von Kauffmann, con finanziamenti della comunità luterana di Francoforte.
Nel 1904 August Rodhen costrui la Pension Quisisana, clinica tuttora attiva con il nome di villa Gemma.
Sorge la Kurhaus in riva al lago poi Kur-casino, che per breve tempo fu attivo anche per il gioco della roulette, ma con la legge del 1912, che proibì il gioco d'azzardo, ritornò ad essere luogo di attrazione per feste, concerti, spettacoli teatrali, centro della vita mondana. In riva al lago sorgono anche Il Grand hotel Fasano progettato dall'architetto di Brema Fritz Schumacher. Nel 1906 sorge il Grand Hotel Savoia opera di Schäfer poi Savoy Palace, a cui il proprietario italiano del primo dopoguerra aggiungerà il parco pubblico, che d'Annunzio ribattezzerà “Rimbalzello”.
La cittadina si sviluppò senza un vero piano regolatore, ma la forte influenza esercitata dall'ing. Fuchs, che fu anche sindaco del paese, e l'intervento di validi architetti fecero assumere a Gardone un'immagine armoniosa di città parco, come rivelano le cartoline dell'epoca. La stagione turistica durava tutto l'anno, quella del 1912-13 vide la presenza di 12 636 ospiti. Fra gli ospiti fissi il prof. Henry Thode, che acquistò la tenuta del Cargnacco dalle figlie di Wimmer: egli con la sua fama animò la scena culturale della cittadina tenendo conferenze al Casinò sul rinascimento italiano, ove presentò la sua monografia su san Francesco d'Assisi. Portò la sua biblioteca e la raccolta di fotografie di opere d'arte in quello che nel primo dopoguerra diverrà il Vittoriale. La moglie Daniela Senta von Bülow, nipote di Franz Liszt, recò al Cargnacco il pianoforte Steinway del nonno: la contessa riuscì a farselo restituire dopo la seconda guerra mondiale e lo donò al museo del Teatro alla scala, ove è stato recentemente restaurato.

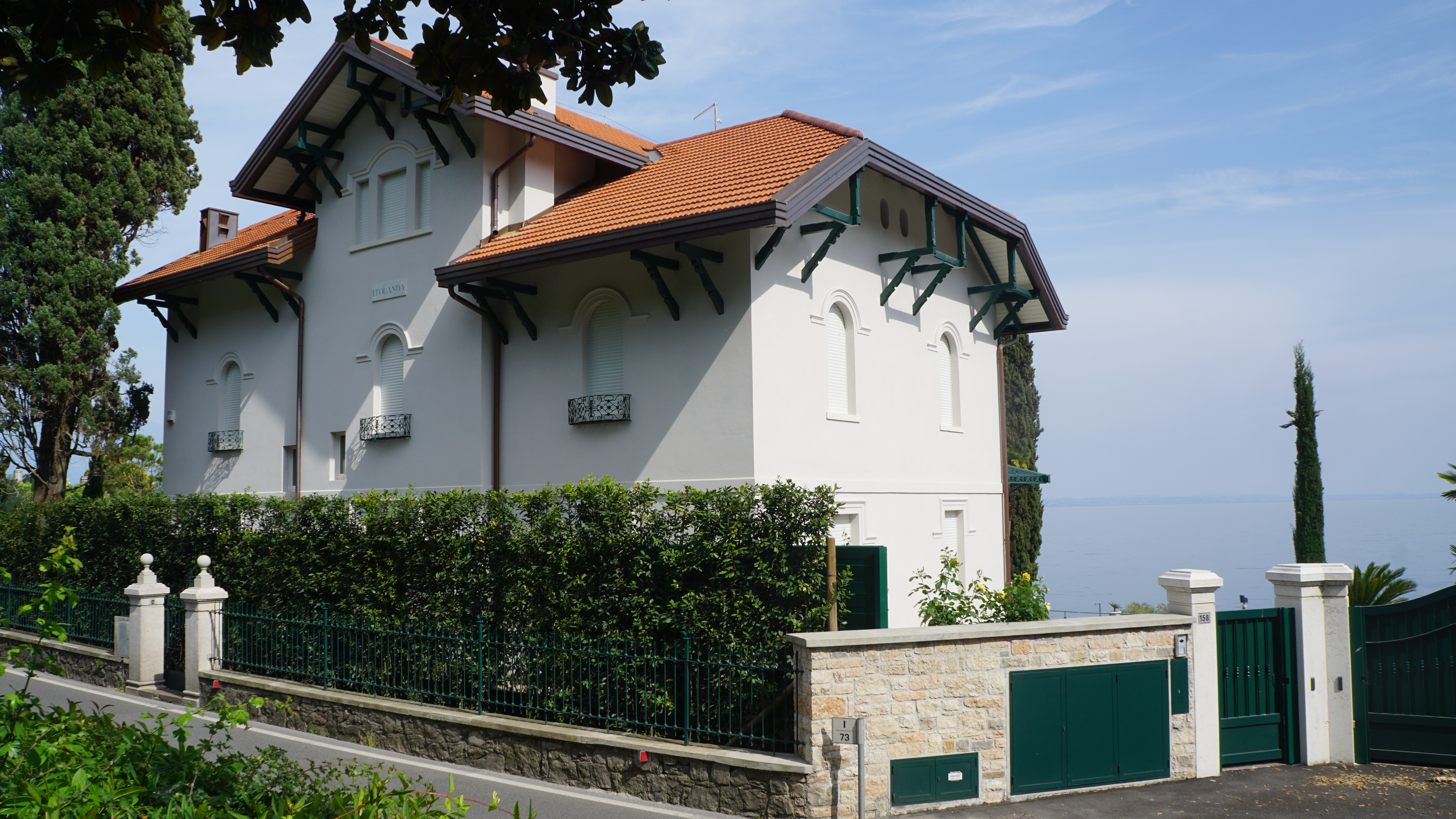
Villa Itolanda già Villa Anna Gardone Riviera

A villa Annina - oggi Itolanda- soggiornava Il poeta Paul Heyse, premio nobel nel 1910, che dedicò al lago di Garda numerose poesie e novelle. Un'altra grande collezione di libri e di opere d'arte antiche si trovava nella villa di Alexander Gunther in riva al lago a Fasano, opere che dopo il sequestro dei beni degli stranieri del 1918 finirono in parte al Museo di S.Giulia a Brescia e in parte disperse.

### La prima guerra mondiale
La prima guerra mondiale pone termine alla Bella Époque gardonese. Il territorio diviene seconda linea di difesa di un fronte poco lontano: all'altezza di Ponale e della valle di Ledro. Una parte degli abitanti di Limone viene trasferita a Gardone Riviera. I beni di proprietà tedesca ed austriaca vengono espropriati. 

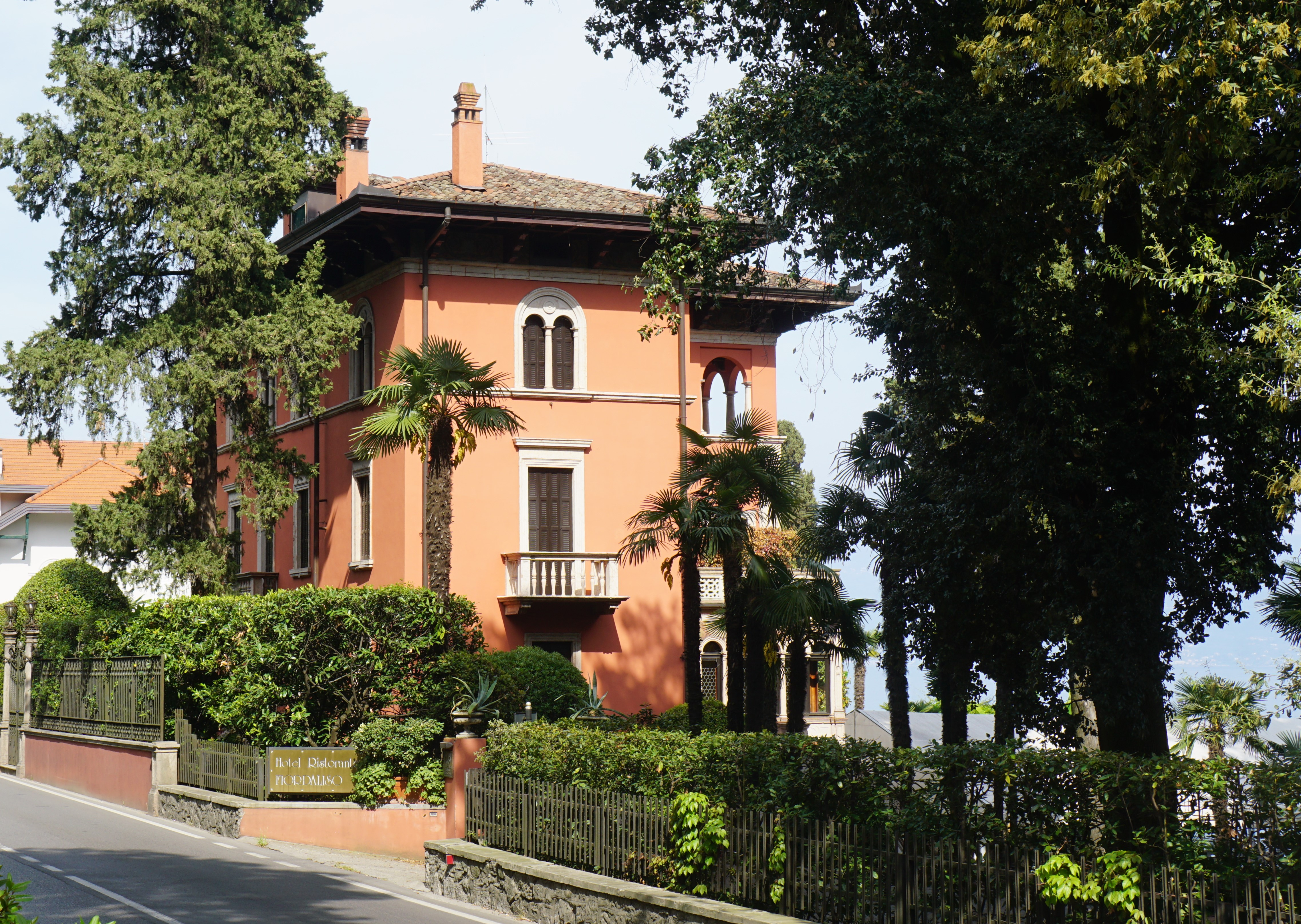
Villa Fiordaliso

Nel 1921 le proprietà degli ex nemici attribuite all'Opera Combattenti vengono vendute al miglior offerente, fra questi Gabriele D'Annunzio che acquista il Cargnacco per 130 000 lire. Fra i pochi a conservare la proprietà Il dentista dei papi e degli zar Arturo Hruska: egli aveva comperato un terreno, nel 1903 vi aveva fatto costruire una villa e progettò un giardino botanico di 10000 m² tuttora esistente: era talmente legato a Gardone che dopo aver subito, come tutti gli austriaci, l'esproprio, ricomperò la proprietà dopo la guerra per 50.000 lire. Nel primo dopoguerra Hruska e il farmacista Mario Ferrari, entrambi appassionati di botanica, diverranno gli animatori del mantenimento e dell'abbellimento dei parchi di Gardone, ove ancora possiamo ammirare alberi secolari originari di zone subtropicali del mondo come gli alberi di canfora, i cipressi cashmiriani e le molte varietà di palme.
L'immediato dopoguerra è un momento di grave crisi economica e sociale, ma dal 1925 inizia una ripresa del turismo dovuta anche alla presenza di d'Annunzio ed all'opera di trasformazione del Cargnacco in Vittoriale degli italiani, sotto la guida dell'architetto Gian Carlo Maroni.
Gli alberghi si italianizzano: Rosenhof diventa Villa delle Rose, ma la clientela di lingua tedesca ritorna, come testimonia il bel racconto di Stefan Zweig Tramonto di un cuore, ambientato al Grand Hotel.
Negli anni trenta il turismo da invernale diviene estivo, si va sul lago non solo per svernare, ma per le attrattive di feste, balli, concerti, tennis, equitazione, gite in barca, passeggiate.
In questo periodo nuove ville di pregio si aggiungono alle precedenti. La villa detta “il castello di Morgnaga” dell'architetto Egidio Dabbeni, la villa Elvira a Fasano di ispirazione razionalista. Una delle ville progettate da Fuchs in riva lago viene rifatta ispirandosi al Rinascimento veneziano: villa Fiordaliso, famosa per aver ospitato Claretta Petacci durante la RSI, mentre Mussolini stava a Gargnano a Villa Feltrinelli.

### La seconda guerra mondiale

Luglio 1945: soldati americani e civili italiani assistono a una gara di motonautica a Gardone

La seconda guerra mondiale e l'istituzione nel 1943 della Repubblica Sociale Italiana, sotto controllo nazista, sconvolge la vita della Riviera. Salò capitale, Gardone sede di ospedali militari e convalescenziari tedeschi, ambasciate, il centro di telecomunicazioni della Wehrmacht a villa Alba, fabbriche di armi nelle gallerie a nord di Gargnano. A soffrire di più, della solerte collaborazione dei funzionari della Repubblica Sociale con i nazisti, furono le famiglie ebraiche che vivevano a Gardone Riviera: la famiglia Bamberger di villa Paolina; Umberto e Arturo Soliani, proprietari del negozio alla Bomboniera in via Zanardelli 24, che persero la vita a Flossenburg e a Dachau; Alfredo Russo, morto ad Auschwitz; Massimo Löwy ed altri che erano recentemente immigrati in Italia sperando in una sorte migliore di quella subita in Austria e Germania.
La Liberazione giunge con le brigate partigiane della Val Sabbia e soprattutto con l'avanzata degli americani: la X divisione da montagna, che al comando del generale George Price Hays vince le ultime resistenze tedesche sulla sponda orientale del Garda e, il 30 aprile 1945, attraversa il lago con strani mezzi anfibi, i DUKW (le “anatre” già usate nello sbarco in Normandia), occupando i palazzi e le ville, teatro degli ultimi atti del fascismo.

### Il secondo dopoguerra
Nel secondo dopoguerra il turismo riparte molto lentamente, ma già nel 1949, con il soggiorno di Winston Churchill al Grand Hotel Gardone Riviera, il paese ritorna agli onori delle cronache mondane, con un rilancio delle presenze straniere. Le fotografie del tempo ritraggono Churchill mentre si tuffa nelle acque del Lago o dipinge col cavalletto e la tavolozza. La famiglia Mizzaro, proprietaria del Grand Hotel, ha intitolato allo statista la suite numero 316. Nel 1961 viene aperta la scuola alberghiera con sede a villa Alba. Oggi L'istituto Caterina de' Medici ha più di mille studenti, una nuova sede sulla collina fra secolari cipressi del Kashmir e una succursale a Desenzano. L'ex albergo Roma dell'ing. Fuchs diviene collegio convitto Tumminelli ed accoglie studenti di 35 nazionalità diverse; nel 1975 diviene scuola paritaria con liceo scientifico e linguistico; purtroppo nel 1980 l'edificio viene venduto ed abbattuto.
Negli anni '50 e '60 del '900 il paese si popola di seconde case ed i turisti residenti in abitazioni di proprietà o in affitto sfiorano le diecimila unità, mentre circa duemila sono gli ospiti degli alberghi in agosto. Il Vittoriale, che negli anni sessanta era tradizionale meta di gite scolastiche, è stato rilanciato con l'accurato restauro dei giardini ed il suo anfiteatro all'aperto accoglie musicisti di livello internazionale.

### Simboli
Lo stemma è stato concesso con regio decreto del 16 settembre 1926.
(RD del 16 settembre 1926)
Il gonfalone è un drappo di bianco.

## Monumenti e luoghi d'interesse

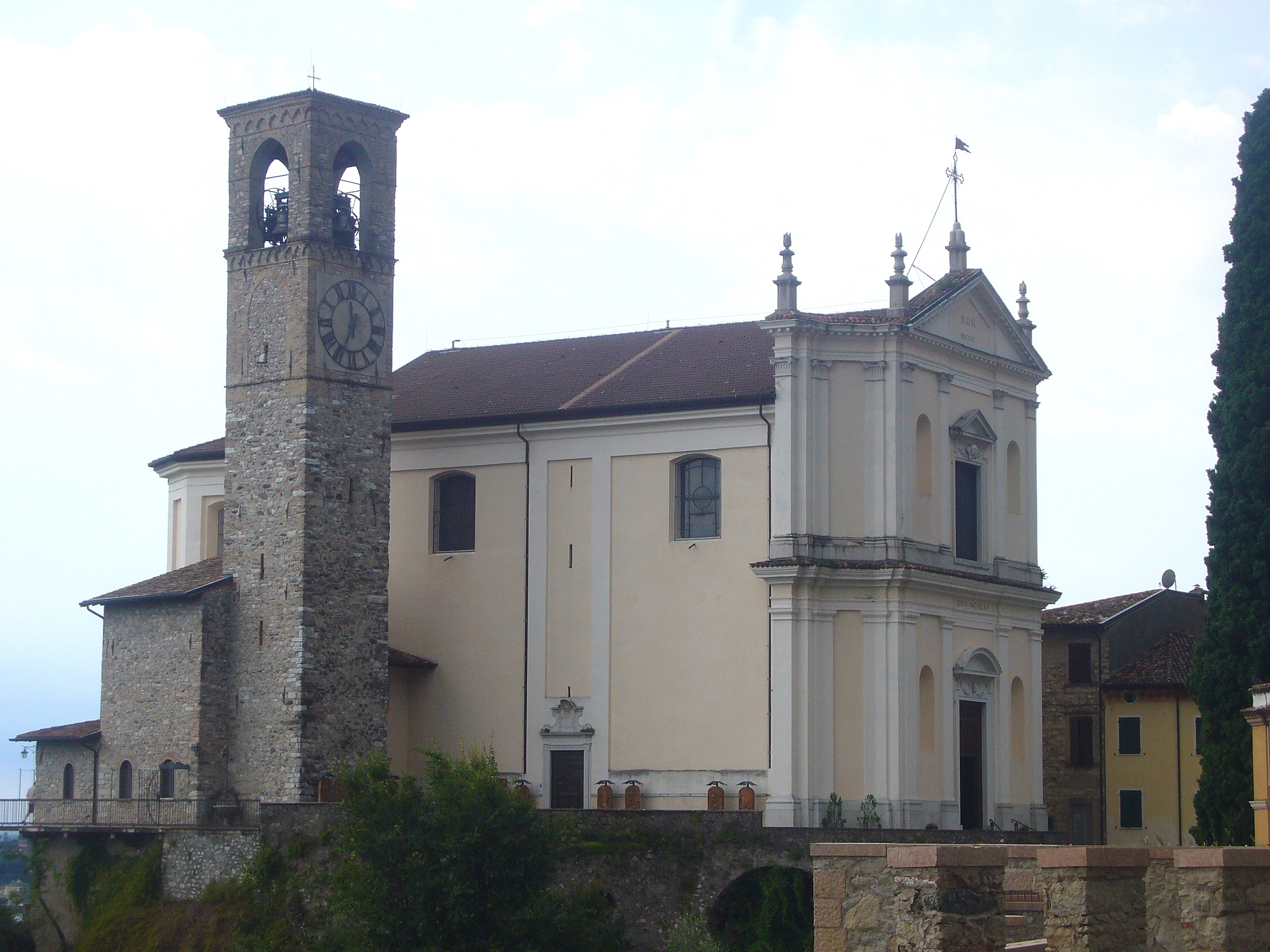
La chiesa parrocchiale di San Nicolò da Bari

- Casinò realizzato nel 1909 in stile liberty, oggi ristorante[24];
- Giardino botanico André Heller;
- Chiesa di San Nicolò da Bari, risalente al XVIII secolo
- Grand Hotel costruito nel 1884 dall'ingegnere Luigi Wimmer. Tra gli ospiti illustri si annoverano Winston Churchill, Paul Heyse e Vladimir Nabokov[25]
- Torre San Marco costruita dall'industriale tedesco con il nome di Torre Ruhland (terra della calma) Richard Langensiepen, fu poi acquistata da Gabriele D'Annunzio nel 1925[26];
- Villa Alba costruita tra il 1901 e 1909 dall'architetto Heinrich Schäfer per la famiglia Langensiepen, industriali della Westfalia, ora di proprietà pubblica.[27]
- Vittoriale degli italiani, cittadella monumentale costruita sulle rive del lago di Garda come dimora del poeta Gabriele D'Annunzio, che vi abitò dal 1921 al 1938. Fu progettata dall'architetto Giancarlo Maroni e dal 1925 è monumento nazionale

## Società

### Evoluzione demografica
Abitanti censiti

### Etnie e minoranze straniere
Secondo i dati ISTAT al 31 dicembre 2009 la popolazione straniera era di 269 persone. Le nazionalità maggiormente rappresentate in base alla loro percentuale sul totale della popolazione residente erano:
- Romania 46 1,69%
- Germania 32 1,17%

## Infrastrutture e trasporti

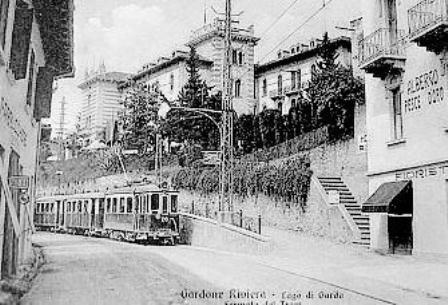
Gardone Riviera, cartolina del 1930

Storicamente legata alla presenza del lago per le sue comunicazioni, Gardone Riviera ospitò fra il 1900 e il 1934 una stazione posta lungo la tranvia Brescia-Salò-Gargnano.

## Amministrazione
Di seguito l'elenco dei sindaci eletti direttamente dai cittadini (dal 1995):
| Periodo        | Periodo        | Primo cittadino    | Partito      | Carica  | Note |
| -------------- | -------------- | ------------------ | ------------ | ------- | ---- |
| 24 aprile 1995 | 14 giugno 1999 | Piercarlo Belotti  | lista civica | Sindaco |      |
| 14 giugno 1999 | 8 giugno 2009  | Alessandro Bazzani | lista civica | Sindaco |      |
| 8 giugno 2009  | 10 giugno 2024 | Andrea Cipani      | lista civica | Sindaco |      |
| 10 giugno 2024 | in carica      | Adelio Zeni        | lista civica | Sindaco |      |

### Gemellaggi
- Arcachon, dal 1980
- Pescara, dal 2010

## Sport

### Ciclismo
Gardone Riviera è stata per tre volte sede di arrivo delle seguenti tappe del Giro d'Italia:
| Anno | Tappa  | Partenza       | km  | Vincitore di tappa | Maglia rosa    |
| ---- | ------ | -------------- | --- | ------------------ | -------------- |
| 1936 | 17ª-2ª | Riva del Garda | 100 | Gino Bartali       | Gino Bartali   |
| 1937 | 17ª    | Merano         | 190 | Gino Bartali       | Gino Bartali   |
| 1958 | 19ª    | Trento         | 176 | Miguel Poblet      | Ercole Baldini |

L'arrivo di tappa del Giro d'Italia 1936 fu attribuito alla cittadina gardesana in omaggio a Gabriele D'Annunzio.
È stata inoltre sede di partenza delle seguenti tappe del Giro d'Italia:
| Anno | Tappa | Arrivo                             | km  | Vincitore di tappa | Maglia rosa   |
| ---- | ----- | ---------------------------------- | --- | ------------------ | ------------- |
| 1936 | 18ª   | Salsomaggiore Terme                | 206 | Gino Bartali       | Gino Bartali  |
| 1937 | 18ª   | San Pellegrino Terme               | 129 | Glauco Servadei    | Gino Bartali  |
| 1954 | 15ª   | Riva del Garda (cron. individuale) | 42  | Hugo Koblet        | Carlo Clerici |

## Galleria d'immagini

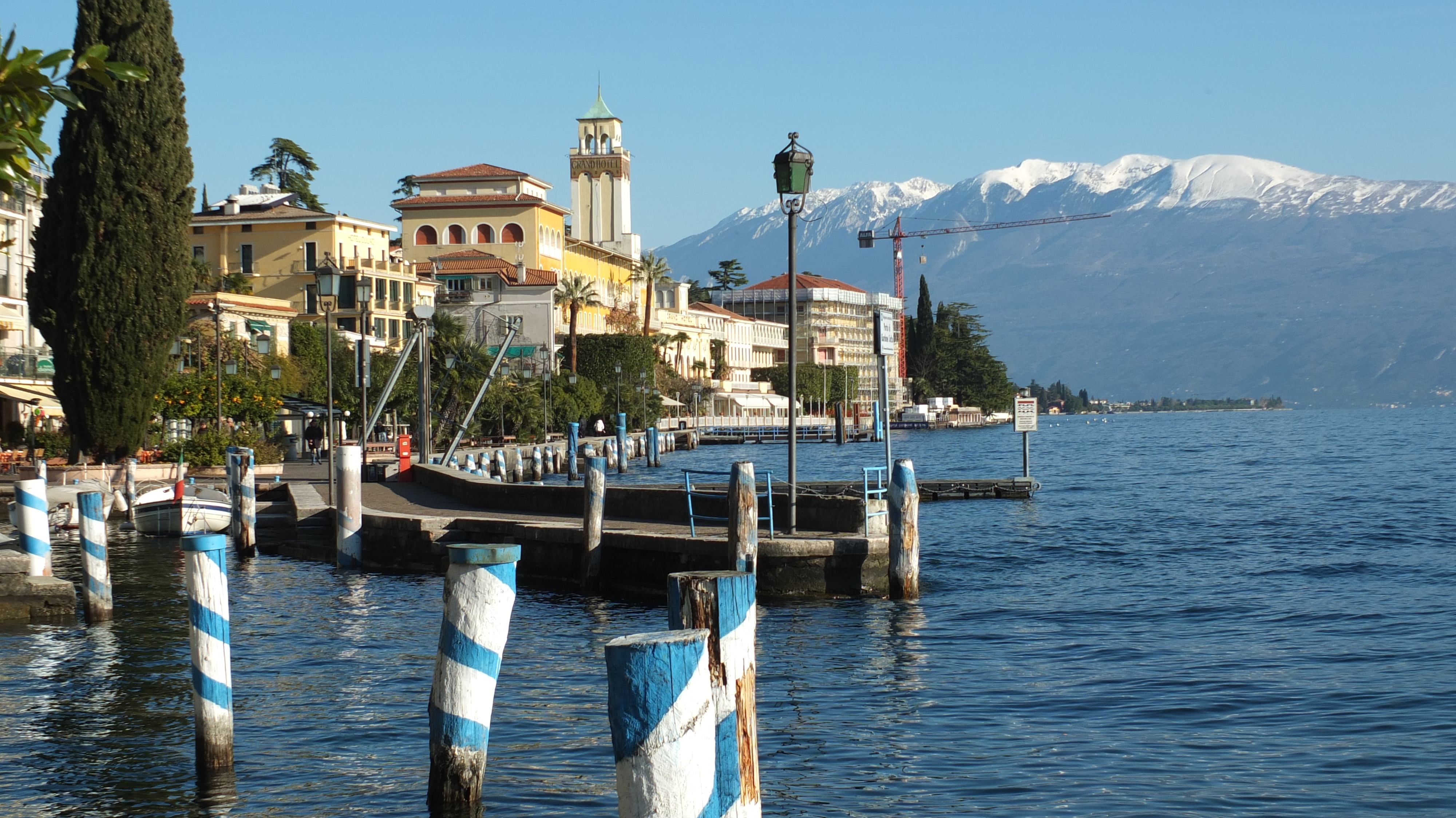
Gardone Riviera - il porto
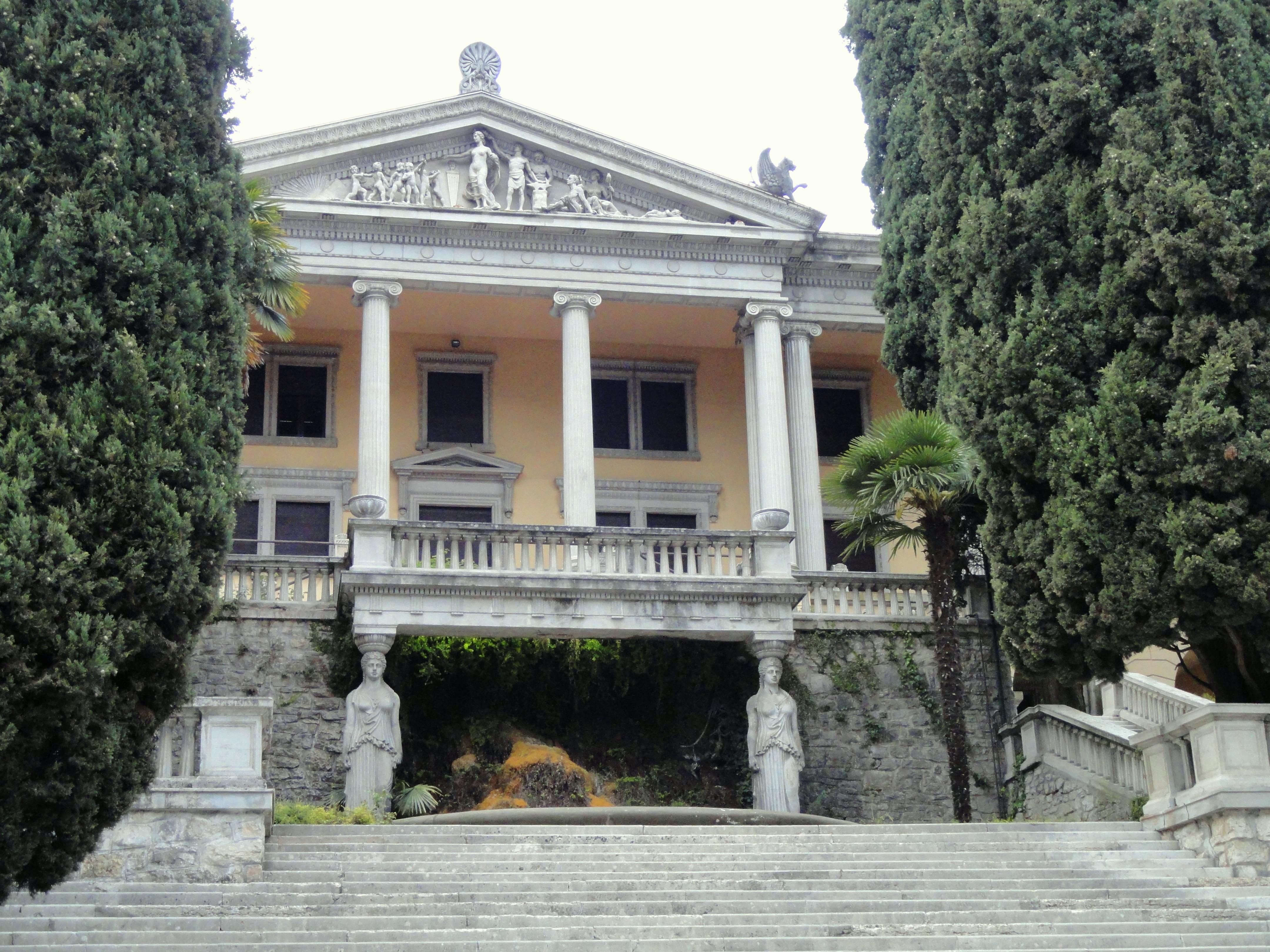
Villa Alba
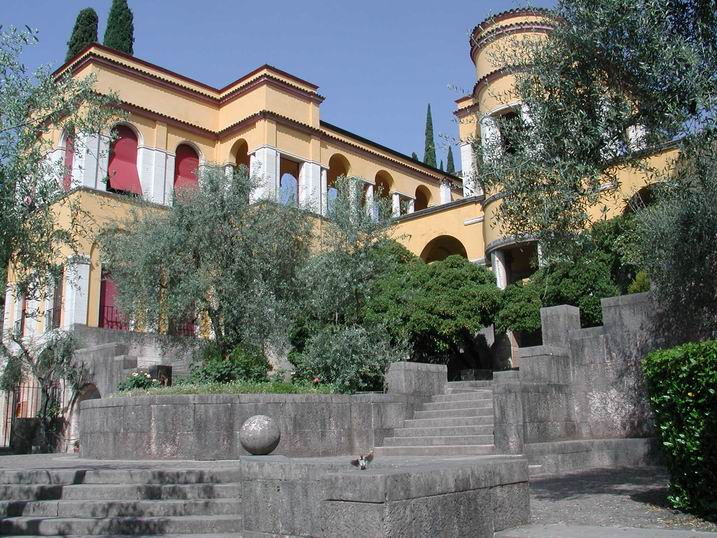
Il Vittoriale
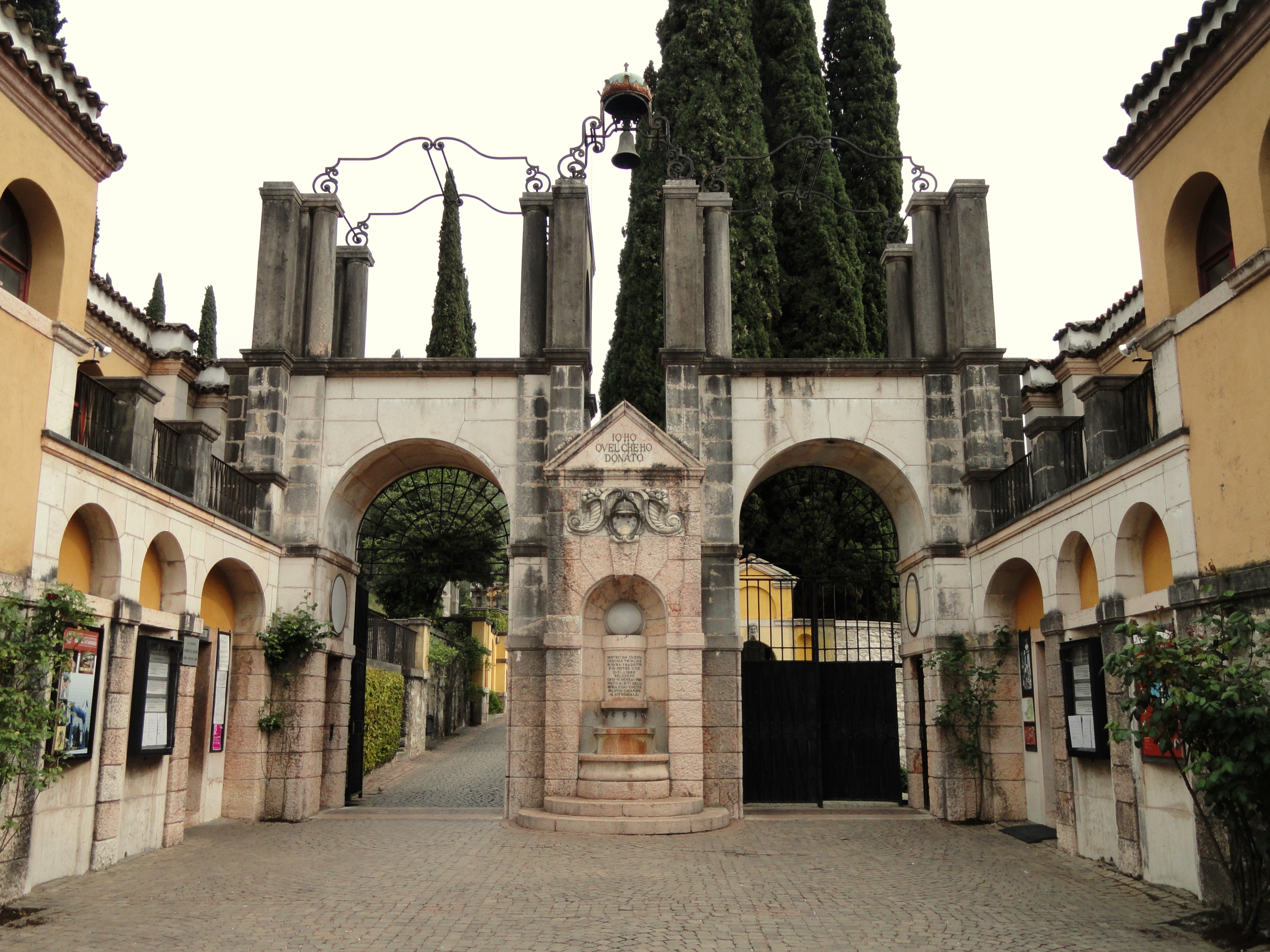
Ingresso del Vittoriale
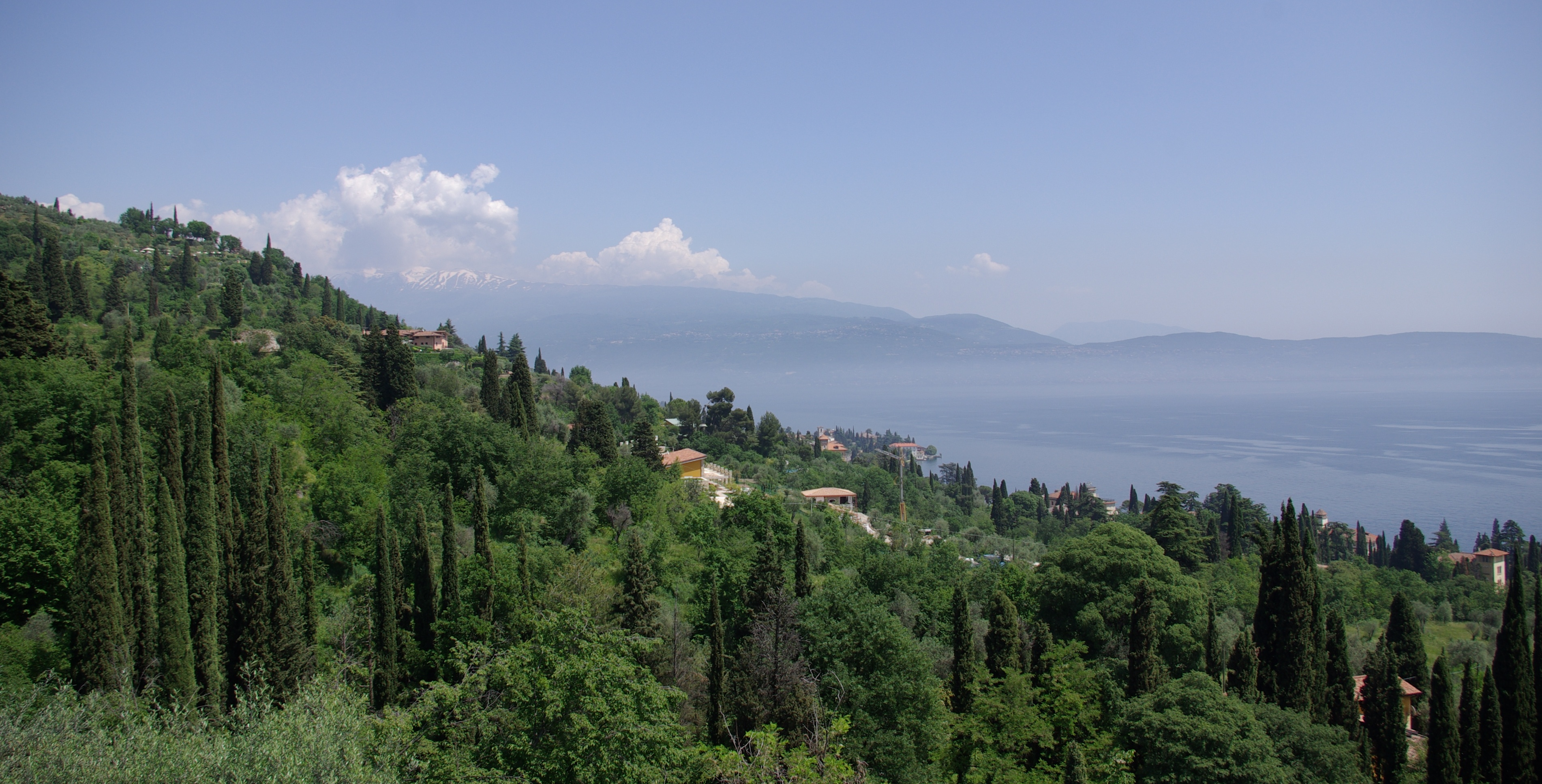
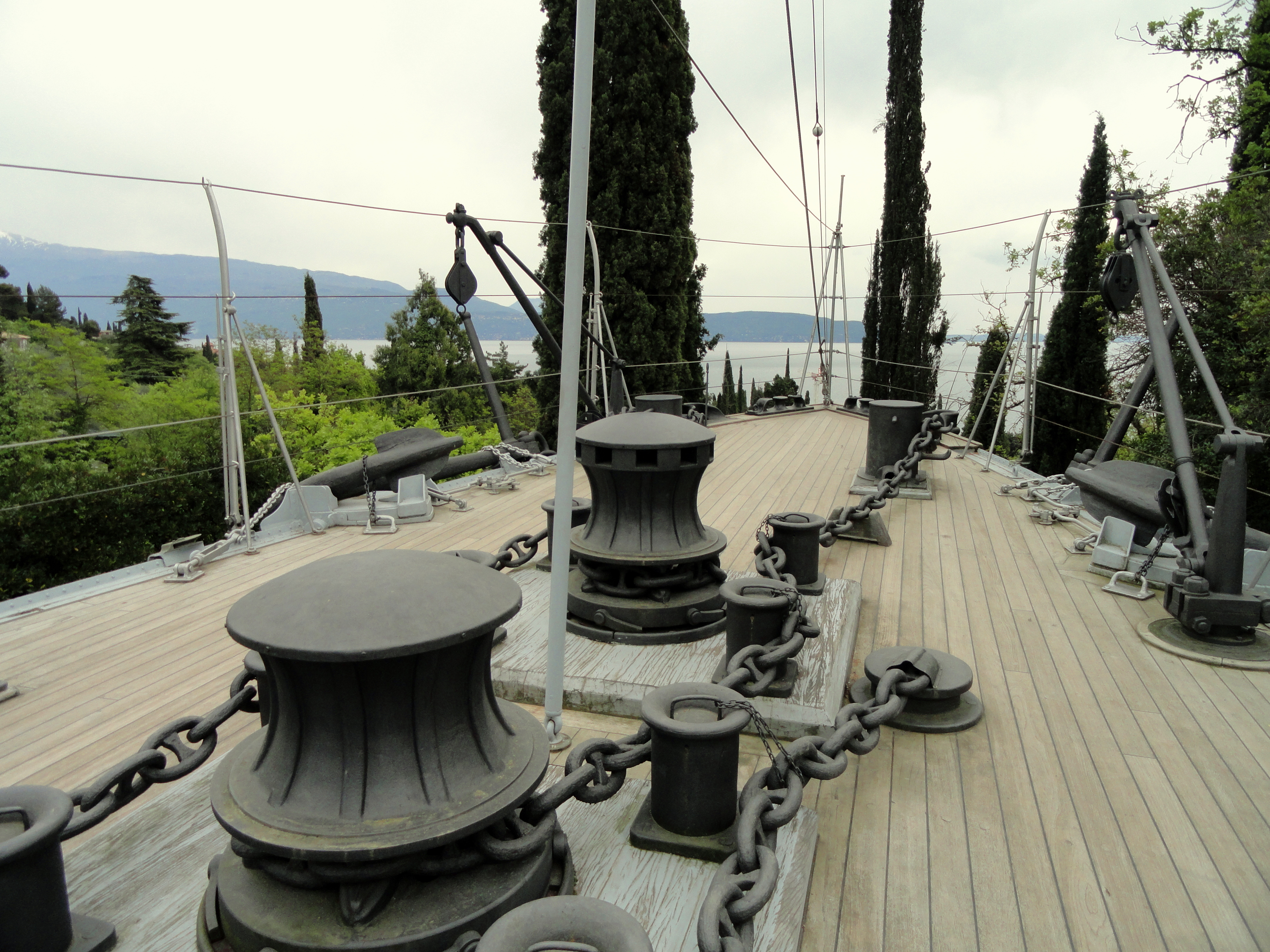
La nave Puglia
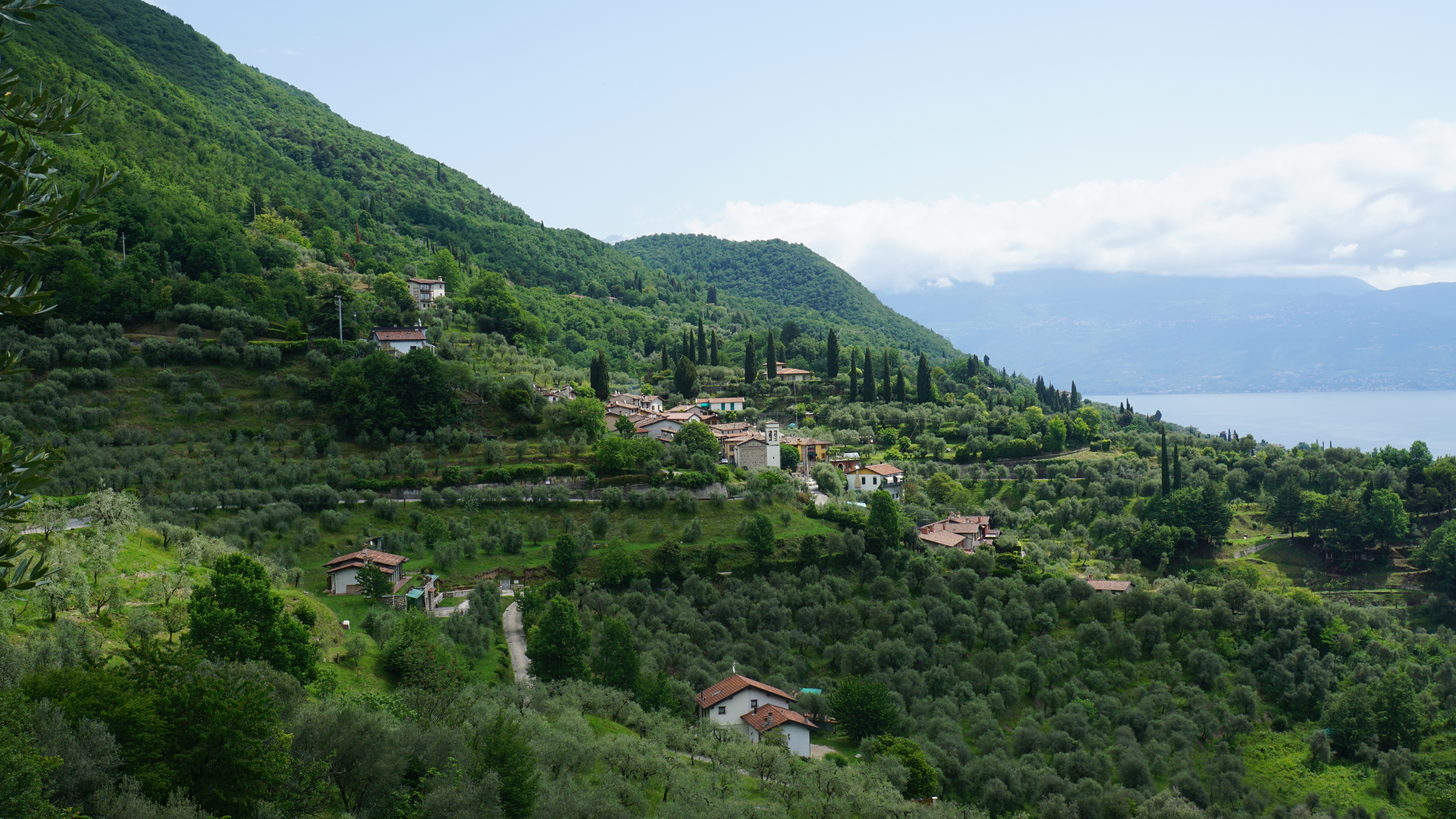
La frazione di Tresnico
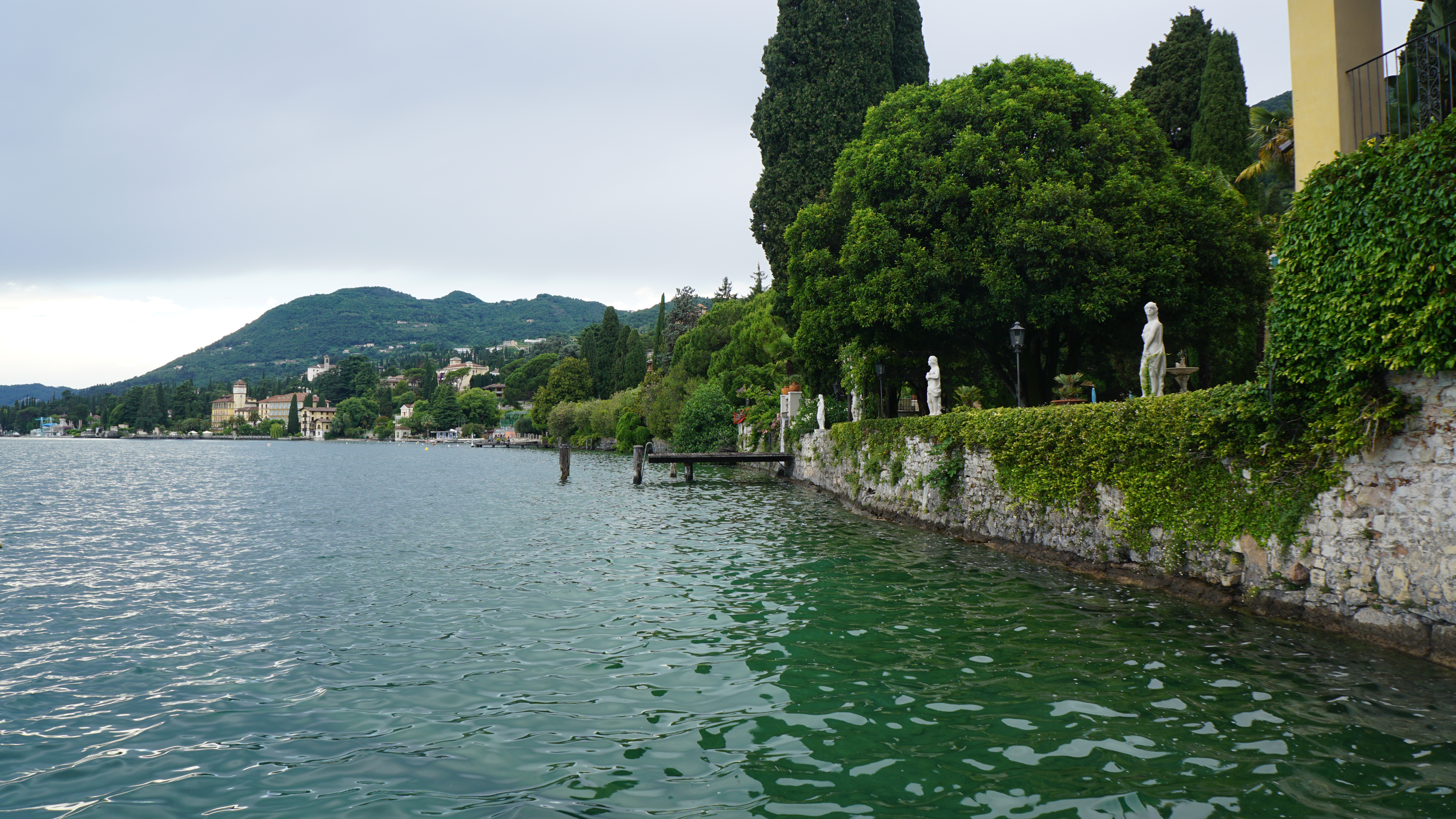
Gardone Riviera il bordo lago visto da Fasano
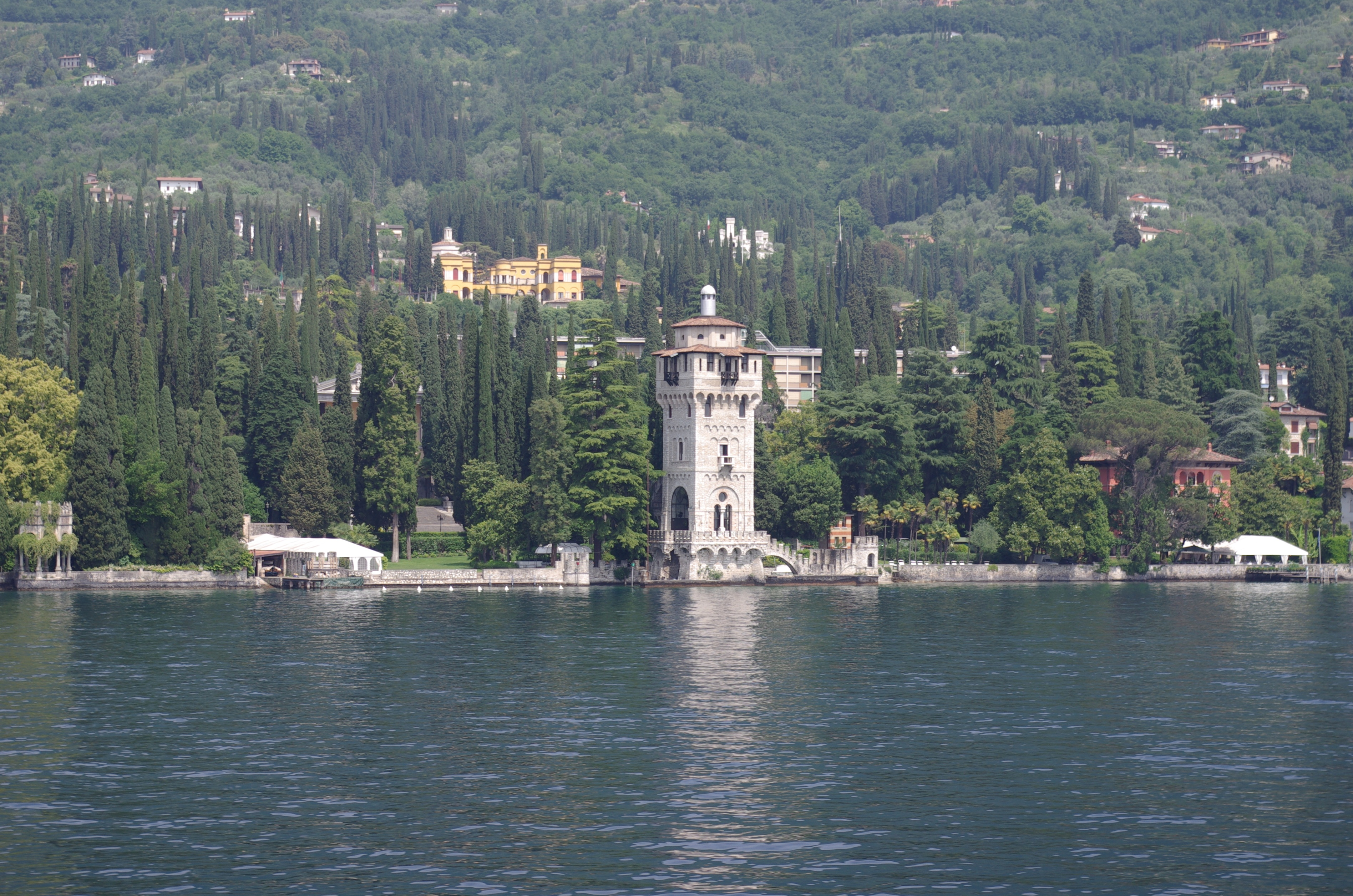
La Torre di San Marco vista dal lago
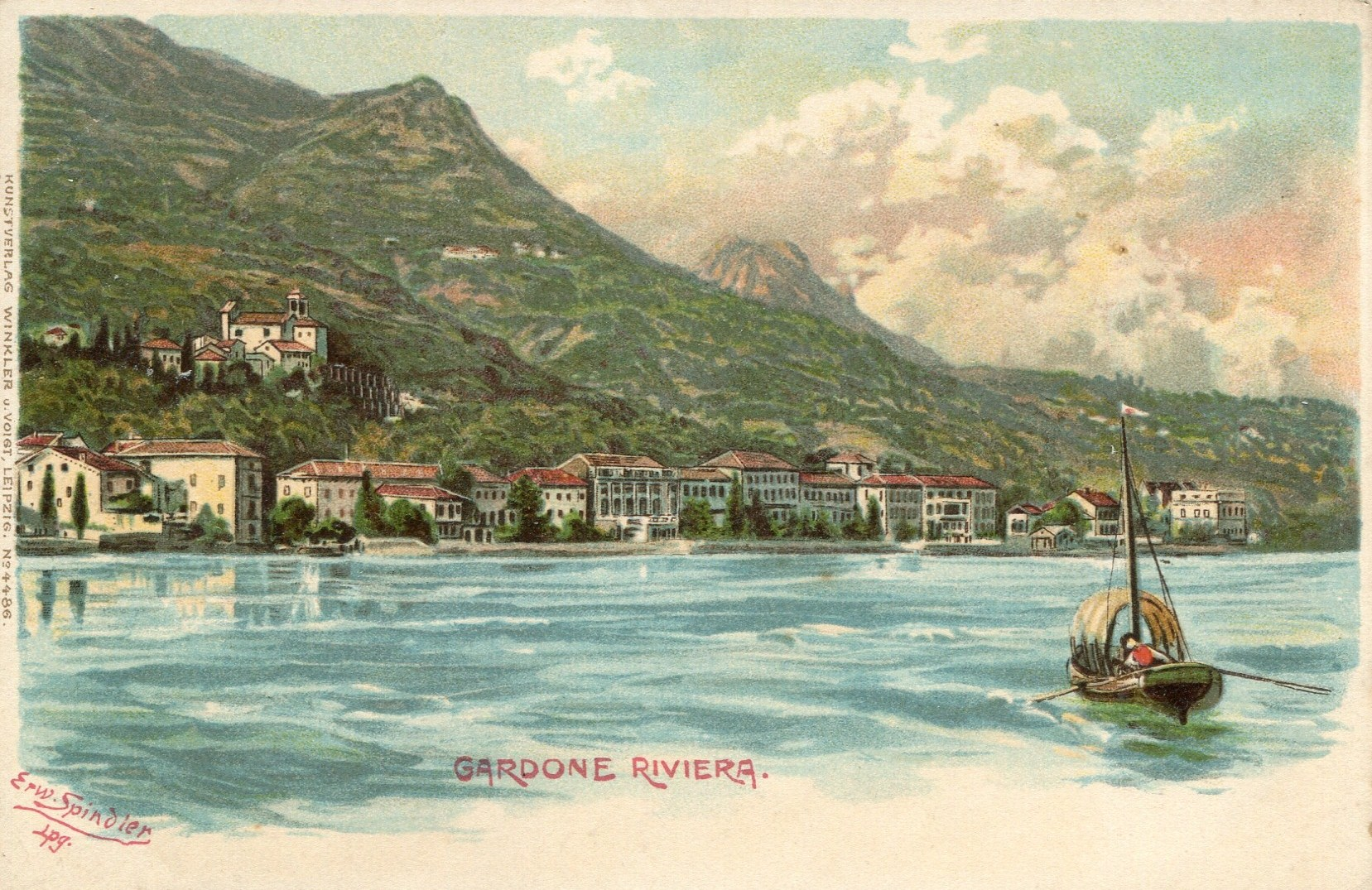
Gardone in una cartolina dei primi del '900
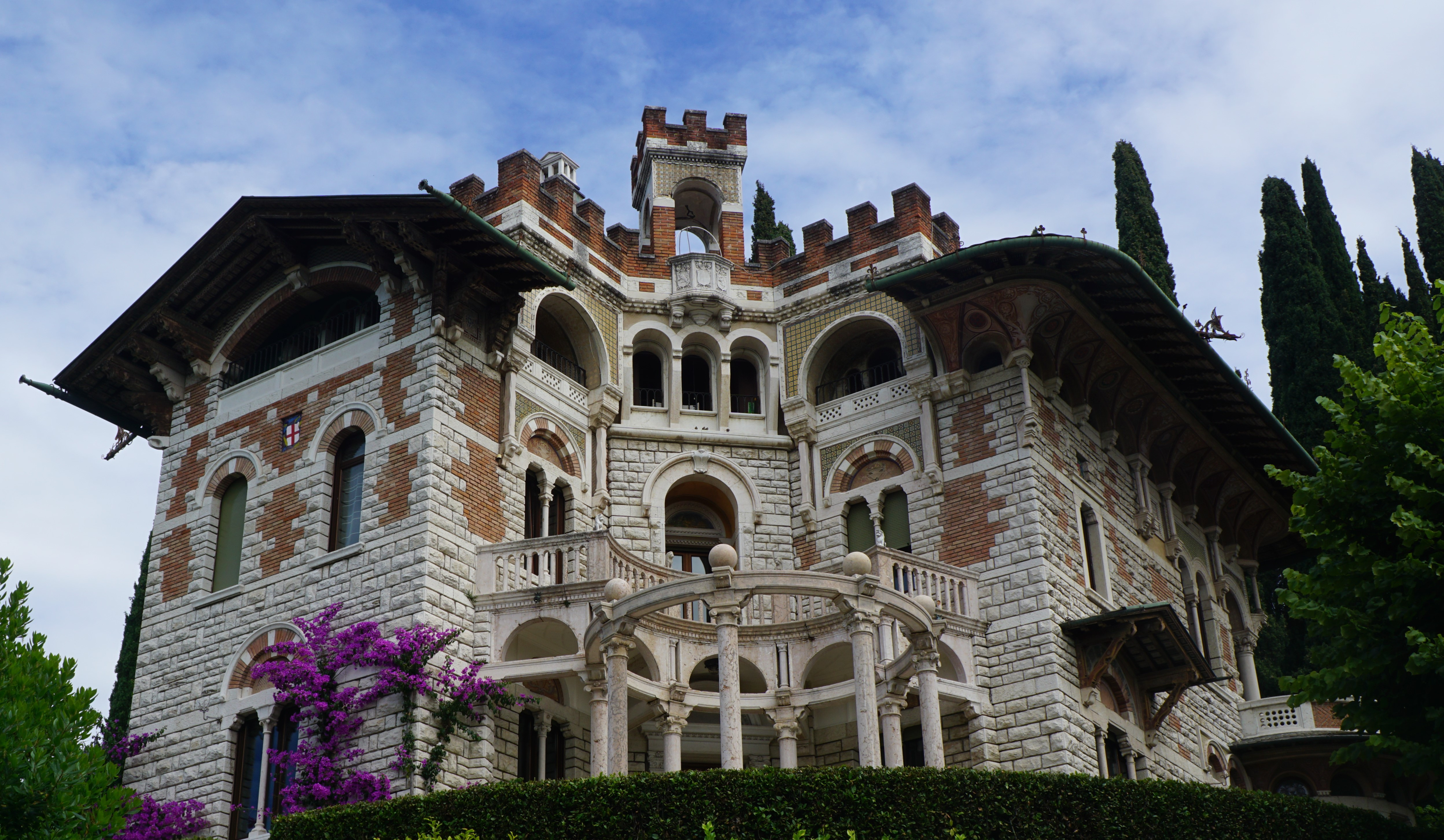
Morgnaga Villa neoeclettica progettata da Egidio Dabbeni